# هاريسون بويد سامرز
هاريسون بويد سامرز (بالإنجليزية: Harrison Boyd Summers)‏ هو مؤرخ وكاتب ومقدم برامج إذاعية أمريكي، ولد في 1894، وتوفي في 1980.